# Shimabaraupproret

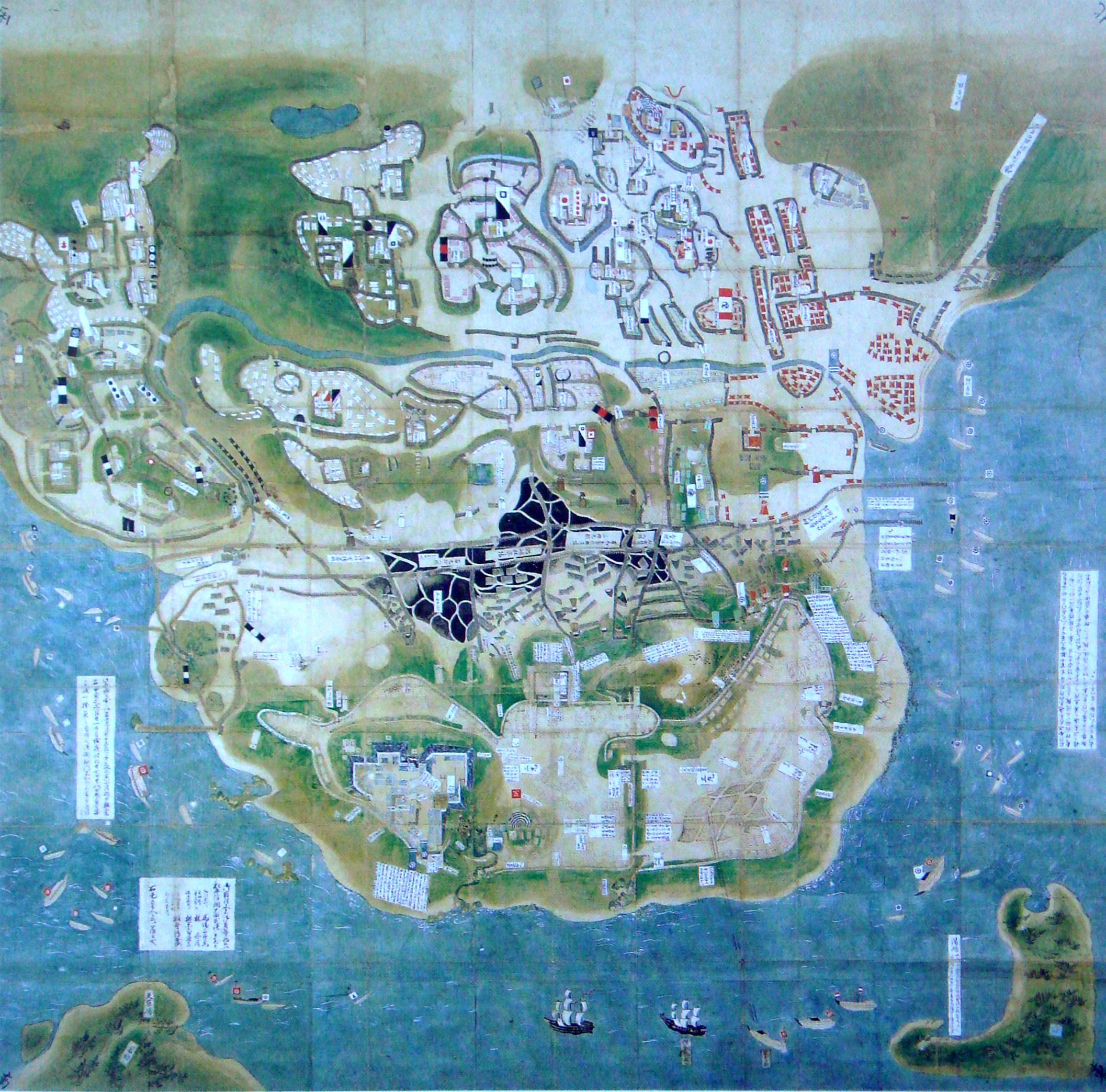
Belägringen av Hara

Shimabaraupproret (japanska: 島原の乱?, shimabara no ran) var ett väpnat uppror kring den nuvarande staden Shimabara på västra Kyushu, Japan som varade från 1637 till 1638. Upprorsmakarna var till största del kristna bönder men även herrelösa samurajer, ronin, anslöt sig till upproret. Upproret krossades till slut av Tokugawashogunatet som även fick marint artilleriunderstöd av nederländska fartyg.
Orsakerna till upproret var bland annat missväxt, hungersnöd, svält och vanstyre av daimyon, den lokala länsherren. Daimyon tog ut höga skatter av befolkningen och de som inte kunde betala skatten brändes ihjäl levande. Från att från början har varit ett bondeuppror utvecklades upproret snabbt till ett religiöst krig. Shimabarahalvön hade en stor andel kristna som tog upp vapen mot shogunatet, som förbjudit kristendomen över hela Japan år 1614. Många upprorsmän stred även under stridsbanér som avbildade Jesus och Jungfru Maria.
Ledaren för upproret var den 17 år gamla samurajen Amakusa Shiro. Han och hans mannar intog borgen Hara på södra Shimabarahalvön och Tokugawastyrkorna svarade med att belägra borgen. Shogunatet segrade till slut och fick även hjälp av nederländska fartyg som utsatte borgen och upprorsmakarna för tungt bombardemang.
Efter upproret fick kristna japaner fortsatt utöva sin religion i hemlighet, så kallade kakure kirishitan ("dolda kristna"), fram till 1850-talet. Katolska portugiser utvisades ur landet vilket medförde att Nederländerna, tack vare deras hjälp vid upproret, blev det enda västland som fick tillstånd att driva handel med Japan